# ثوار ليبيا (مصطلح)
ظهر مصطلح ثوار ليبيا أو الثوار الليبيون عقب انطلاق المظاهرات المناهضة لحكم معمر القذافي في ليبيا في 15 فبراير 2011 أمام مقر مديرية الأمن في بنغازي وماتلاها من اعتصامات احتجاجية أمام إحدى ساحات المدينة.
وبعد تدهور الأمور وودخول البلاد في حرب أهلية بين الطرفين تسببت في مقتل الآلاف. استمر هذا المصطلح والذي بات اليوم يتسمى به أولئك الذين حملوا السلاح وانضم عددٌ منهم لاحقاً إلى الميليشيات المنتشرة. ولازال هذا المصطلح مستخدماً حتى الآن ويطلق على عدة جهات أو ميليشيات في ليبيا. [إخفاق التحقق]
ووصل الأمر إلى جدل في الشارع الليبي حول مفهوم هذا المصطلح ومدى استفادة من يتسمون به من الفوضى في البلاد ومدى علاقته باستقرار الدولة بين مفهومي الشرعية الدستورية والشرعية الثورية، بل وصل إلى تسمية بعض منهم بـ (أشباه الثوار). إضافة إلى اقتران المصطلح بقيام عدد منهم باعتقالات خارج اطار القانون والسيطرة على معتقلات وسجون خارج شرعية الدولة.
أغلب (الثوار) الذين ينتمون اليوم إلى ميليشيات معظمها قام المؤتمر الوطني العام وهو مجلس تأسيسي دستوري مؤقت، بوضع صفة (الشرعية) عليها واعلان أنها تتبع رئاسة الأركان العامة الليبية، يتقاضون مرتبات من الدولة الليبية وليس لديهم رقم عسكري فيما مرتباتهم تفوق بكثير نظيرتها عند الأفراد النظاميين في الجيش الليبي.